# Regocijo
Regocijo är en ort i Mexiko.   Den ligger i kommunen Durango och delstaten Durango, i den centrala delen av landet, 800 km nordväst om huvudstaden Mexico City. Regocijo ligger 2 559 meter över havet och antalet invånare är 225.
Terrängen runt Regocijo är kuperad åt sydväst, men åt nordost är den platt. Runt Regocijo är det ganska glesbefolkat, med 34 invånare per kvadratkilometer. Det finns inga andra samhällen i närheten. I omgivningarna runt Regocijo växer huvudsakligen savannskog.